# Línea D20 de la Red Ortogonal de Autobuses de Barcelona
La línea D20 o Diagonal 20 de Transports Metropolitans de Barcelona (TMB), es una línea de autobús de tránsito rápido en Barcelona que forma parte de las líneas diagonales de la Red Ortogonal de Autobuses de Barcelona. La línea entró en servicio el 1 de octubre de 2012 sustituyendo parte del recorrido de las líneas regulares número 57 y 157.

## Recorrido

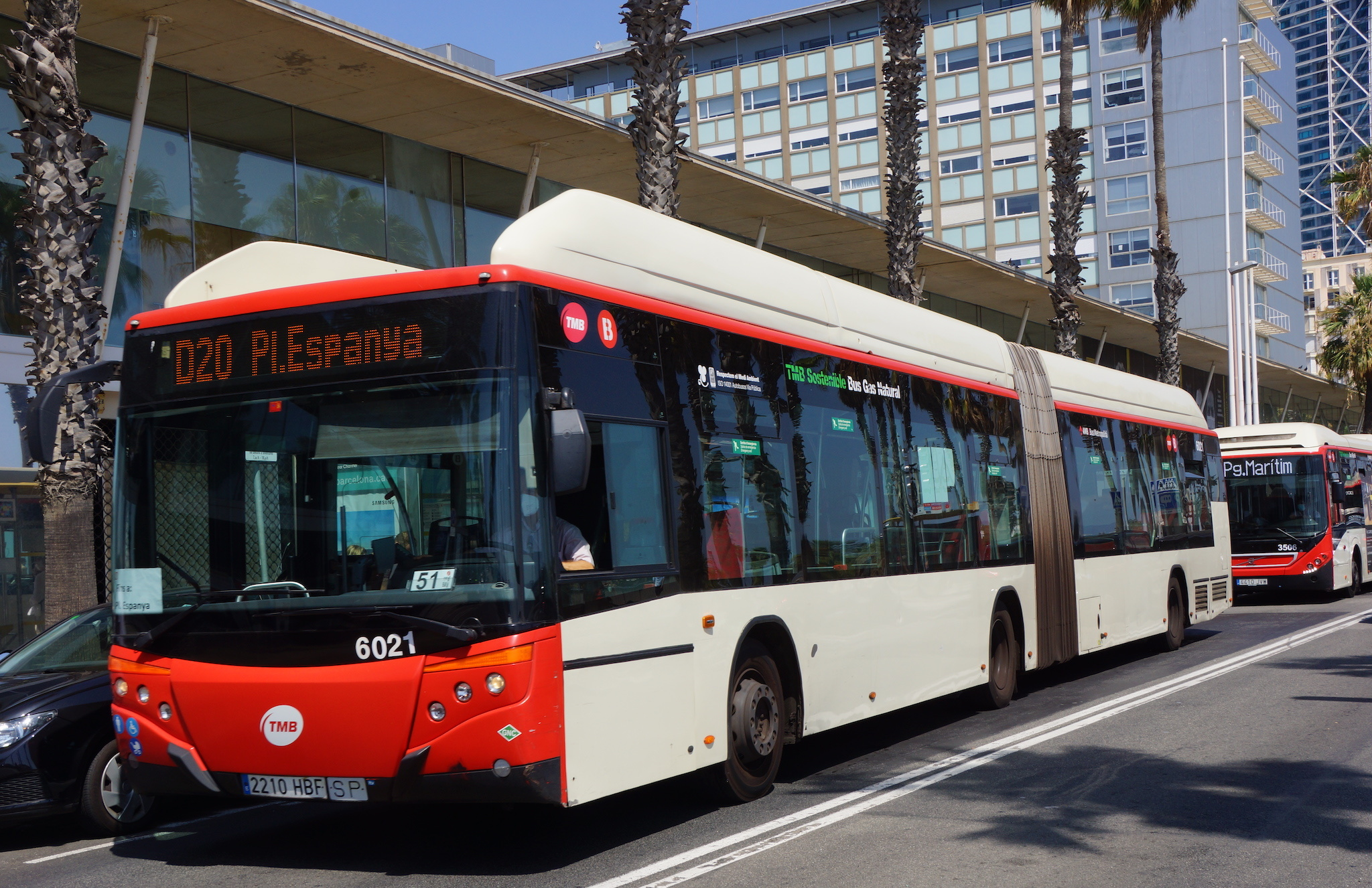
D20 en Pº Marítimo, sept. 2021

El recorrido de la línea D20 es por la Calle de Collblanc, la Av. Paralelo, Pº de Colón, Pº Juan de Borbón, Calle del Almirante Cervera y el Pº Marítimo de la Barceloneta.

## Características de la línea
- Longitud total: 18,2 km
- Número de paradas: 60 (30 paradas/sentido)
- Frecuencia: 7-9 minutos (hora punta)

## Horarios
| D20        | Primer servicio A: Pº Marítimo | Primer servicio A: Ernest Lluch | Último servicio A: Pº Marítimo | Último servicio A: Ernest Lluch |
| Laborables | 05:30                          | 05:00                           | 23:00                          | 23:00                           |
| Sábados    | 05:30                          | 05:00                           | 23:00                          | 23:00                           |
| Festivos   | 06:30                          | 06:00                           | 23:00                          | 23:00                           |

## Otros datos
| Prestación                                      | Disponibilidad en la línea |
| ----------------------------------------------- | -------------------------- |
| Adaptada a                                      | Sí                         |
| TMB iBus (tiempo de espera)                     | Sí                         |
| Información del tiempo de espera en las paradas | Sí (60% de las paradas)    |
| Pantallas informativas                          | Sí                         |
| Televisión dentro del autobús                   | Sí, Canal MouTV            |
| Línea de tránsito rápido                        | Sí                         |
| Circula en días festivos                        | Sí                         |

*1A través de internet con PC, PDA, Smartphone, Tablet, etc.
*2Las pantallas informativas dan a conocer al usuario dentro del autobús de la próxima parada y enlaces con otros medios de transporte, destino de la línea, alteraciones del servicio, etc.